# Giscos
Giscos – miejscowość i gmina we Francji, w regionie Nowa Akwitania, w departamencie Żyronda.
Według danych na rok 1990 gminę zamieszkiwały 172 osoby, a gęstość zaludnienia wynosiła 5 osób/km² (wśród 2290 gmin Akwitanii Giscos plasuje się na 1005. miejscu pod względem liczby ludności, natomiast pod względem powierzchni na miejscu 230.).